# تترای اخگر
تترای اخگر یا تترای اِمبِر (Hyphessobrycon amandae) گونه ای ماهی آب شیرین از خانواده کاراسین (خانواده کاراسینان) از راسته تتراسانان است. تترای اخگر بومی حوضه رودخانه Araguaia برزیل است و در سال ۱۹۸۷ کشف شد و به افتخار مادر کاوشگر هایکو بلهر (آماندا بلهر) نامگذاری شد.
این گونه معمولاً دارای تیپ کلی ماهی‌های تترا است اما حداکثر طول کلی آن تقریباً ۲ سانتیمتر (۰٫۸ اینچ) است. بیشتر آنها دارای رنگ نارنجی و قرمز متمایز با شفافیت خفیف در نزدیکی باله مخرجی هستند. چشم اغلب آینه‌ای و به رنگ سیاه است.
رژیم طبیعی تترای اخگر شامل بی‌مهرگان و گیاهان کوچک است.
این ماهی جزو گونه‌های کمیاب در فروشگاه‌های ماهی است.

## در آکواریوم
تتراهای اخگر باید در آب اسیدی با pH نزدیک به ۶٫۶ نگهداری شوند و هر چند که زیستگاه بومی آنها دارای آب بسیار نرم است، اما آنها به خوبی با طیف وسیعی از سختی آب (5-17 dGH) سازگار شده‌اند. محدوده دما بین ۲۳ تا ۲۹ درجه سانتیگراد (۷۳ تا ۸۴ درجه فارنهایت) است. در حالت ایده‌آل مخزن آنها باید حاوی گیاهان زنده، بستر تیره‌تر و فضای باز برای شنا باشد. تتراهای امبر باید در گروه‌های حداقل ۱۰ تا ۱۰ نفر نگهداری شوند. آنها در یک آکواریوم گر از گیاهان بسیار سرحال هواهند بود.